# Конопља у Србији
Конопља у Србији је незаконита. Поседовање се кажњава новчаном казном или затвором до 3 године. Продаја и превоз су такође кажњиви затвором од 3 до 12 година. Узгајивање се кажњава затвором од 6 месеци до 5 година. Веома су високе казне за организовани криминал.

## Историјат
У 18. веку, италијански пољопривредници донели су семена различитих сорти конопље и конопља је била важна култура до двадесетог века.
Краљевина Југославија је ратификовала Међународну опијумску конвенцију 4. септембра 1929. Злоупотреба опојних дрога је по први пут инкриминисана Кривичним закоником Краљевине Срба, Хрвата и Словенаца, донетим 27. јануара 1929. и који је ступио на снагу 1. јануара 1930, који изриче казну до 6 месеци за „служење” опојних дрога у глави 23, у групи „Кривичних дела против општег здравља”.
Први правни акт којим се инкриминише злоупотреба конопље после Другог светског рата у Федеративној Народној Републици Југославији је Закон о опојним дрогама од 4. марта 1950. године. Индијска конопља по овом закону спада у прву групу опојних дрога, док њени препарати (екстракти, тинктуре и смоле) спадају у другу. За неовлашћен узгој, продају, куповину и пренос конопље била је прописана алтернативно казна поправног рада или казна лишења слободе до две године. За исто дело учињено у оквиру организованог криминала, у виду заната или у поврату била је прописана казна лишења слободе с принудним радом до три године. За износ из земље или унос у земљу била је прописана алтернативно казна поправног рада или казна лишења слободе до три године, а за исто дело учињено у оквиру организованог криминала, у виду заната или у поврату била је прописана казна лишења слободе с принудним радом до пет година.
Кривични законик Федеративне Народне Републике Југославије од 9. марта 1951. инкриминише злоупотребу опојних дрога чланом 208. који гласи: „Неовлашћена производња, прерађивање и продаја опојних дрога и отрова“. За производњу, прераду, стављање у промет и куповину опојних дрога ради продаје дефинише се казна од три месеца до три године. За исто дело у виду заната или у оквиру организованог криминала била је прописана казна од шест месеци до пет година.
Ниједна мера безбедности се није односила на наркомане, али се према њима могла применити мера безбедности упућивања у завод ради чувања и лечења на основу члана 61. Кривичног законика ФНРЈ, уколико суд утврди да је учинилац услед злоупотребе опојних дрога довео себе у стање неурачунљивости или смањене урачунљивости и тако постао опасан за своју околину. За ову меру безбедности није постојало временско ограничење.

## Реформа
Први Ганџа марш у Београду одржан је 7. маја 2005. и прошао је мирно са око 50 учесника.
Други београдски Ганџа марш, организован од стране Дамјана Павлице, је требало да се одржи 5. маја 2007. Међутим, 3. маја 2007. Министарство унутрашњих послова примило је електронски мејл потписан од стране Уједињених Патриота. У мејлу су били потписани Образ, Национални строј, Двери, Крв и част, Коначни обрачун, Гарда цара Лазара и ултрадесничари Коста Чавошки, Синиша Вучинић и Горан Давидовић. Ипак, Коста Чавошки је негирао да има везе са мејлом тврдећи да су му то наместили анти-српски НВО. Покрет Двери, као и Младен Обрадовић, су такође негирали да имају везе са мејлом. Жељко Васиљевић, вођа Гарде цара Лазара, дистанцирао се од употребе насиља. Упркос томе, марш је отказан.
У фебруару 2014. министарка здравља Славица Ђукић Дејановић подржала је легализацију медицинске марихуане.
Прво званично удружење за легализацију канабиса у Србији, Иницијатива за промену законске регулативе канабиса (ИРКА), регистровано је почетком 2014.
5. новембра 2014. студентска организација Студенти за слободу одржала је трибину о легализацији марихуане под насловом Времена се мењају, легализуј на Факултету политичких наука у Београду. Трибину су прекинули чланови Српске акције који су упали у салу и почели да малтретирају студенте.
18. јануара 2015. новинар Антоније Ковачевић основао је организацију Лекализација Србије која се залаже за легализацију канабиса у медицинске сврхе. Организација је предала захтев министарству здравља за легализацију медицинске марихуане 19. фебруара 2015, и навела неколико случајева успешног третмана. 7. јула 2015. Лекализација Србије одржала је фестивал у Миксер хаусу у Савамали под именом Једна биљка, много добрих ствари. На трибини у оквиру фестивала говорила је и Славица Ђукић Дејановић.
4. септембра 2015. ИРКА иницијатива је одржала други (успешни) Канабис марш у Београду, који су назвали окупљањем „највеће обесправљене мањине у Србији”. Маршу је присуствовао и глумац Сергеј Трифуновић.
Почетком 2016 Стручна комисија за примену канабиса у медицинске сврхе коју је саставило Министарство здравља предложила је да се легализују три лека на бази канабиса - Сативекс, Дронабинол и Набилон, али да канабисово уље треба да остане нелегално.
24. септембра 2016. ИРКА иницијатива одржала је први Канабис марш у Новом Саду. Маршу је присуствовала певачица Марина Перазић.
23. јуна 2017. Горан Чабради, председник и једини посланик Зелене странке, предао је захтев за легализацију марихуане у медицинске сврхе у Народној скупштини.